# 203P/Korlević
La comète Korlević, officiellement 203P/Korlević, est une comète périodique du système solaire, découverte le 28 novembre 1999 par Korado Korlević.